# 基梅

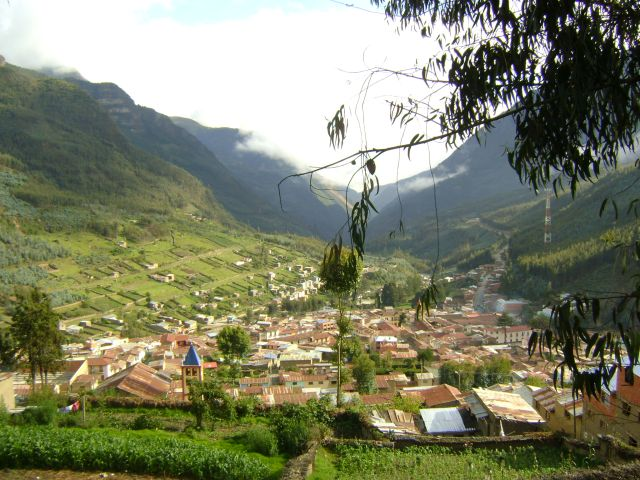

基梅是玻利維亞的城鎮，位於該國西部，由拉巴斯省負責管轄，距離首府拉巴斯250公里，海拔高度3,023米，每年平均降雨量600毫米，2010年人口2,519。

## 外部連結
- National Institute of Statistic in Bolivia: Quime Municipality: population data and map

16°58′54″S 67°13′00″W / 16.9817°S 67.2167°W